# SN 2002dn
SN 2002dn – supernowa typu Ic odkryta 15 czerwca 2002 roku w galaktyce IC5145. W momencie odkrycia miała maksymalną jasność 18,60m.